# ГЕС Ténglóngqiáo II
ГЕС Ténglóngqiáo II (腾龙桥二级水电站) — гідроелектростанція на півдні Китаю у провінції Юньнань. Знаходячись перед ГЕС Làzhài, становить 9-й ступінь каскаду на річці Швелі (в Китаї називається Long Chuan), великій лівій притоці Іраваді (протікаюча майже виключно у М'янмі одна з найбільших річок Південно-Східної Азії, яка впадає кількома рукавами до Андаманського моря та Бенгальської затоки).
У межах проєкту річку перекрили бетонною греблею висотою 58 метрів, довжиною 159 метрів та шириною по гребеню 9 метрів. Вона утримує водосховище з об'ємом 38,9 млн м3 (під час повені до 45,4 млн м3) та припустимим коливанням рівня поверхні в операційному режимі між позначками 1134 та 1146 метрів НРМ (у випадку повені до 1149 метрів НРМ).
Пригреблевий машинний зал обладнали трьома турбінами загальною потужністю 81 МВт, які забезпечують виробництво 365 млн кВт·год електроенергії на рік.